# Khe hở đùi

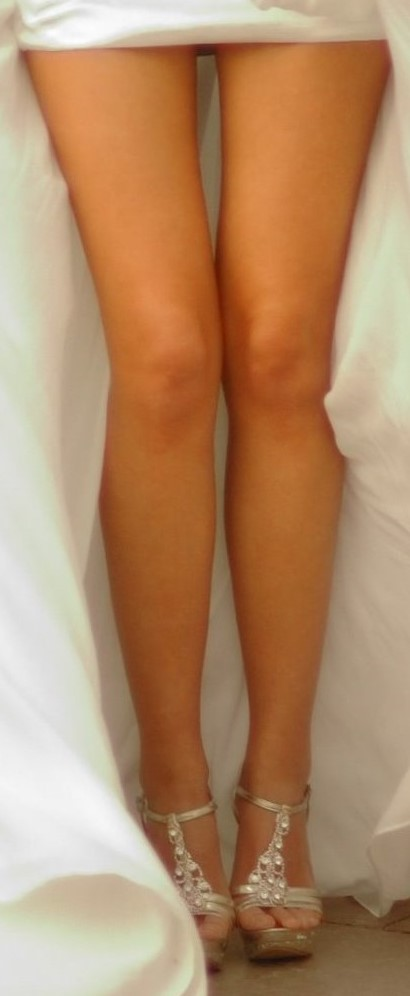
Khe hở đùi phụ nữ

Khe hở đùi là một khoảng trống bên trong giữa hai đùi của một người khi người đó đứng thẳng với hai bàn chân chạm vào nhau. Khe hở đùi được coi là một điểm đặc biệt của sự hấp dẫn về hình thể phụ nữ ở phương Tây nhưng không phải nữ giới nào cũng có. Từ đó dẫn đến nhiều biện pháp khắc nghiệt nhằm đạt được, khiến cho tiêu chí đẹp này nhận nhiều chỉ trích của xã hội. Tại Anh, vào năm 2015, một nhóm nghiên cứu ở Luân Đôn là OnePulse đã phỏng vấn 500 phụ nữ từ 16 đến 65 tuổi, 40% trong số họ muốn sở hữu một khe hở đùi. Khe hở đùi cũng được đánh giá hấp dẫn gợi dục bên cạnh yếu tố sắc đẹp.